# SFML
SFML (англ. Simple and Fast Multimedia Library) — кросплатформне мультимедійне API написане мовою С++. Існують прив'язки для C, C#, Java, Python, Go, Ruby, Rust, Haskell та OCaml. Наразі підтримується платформами Linux, Windows та Mac OS. Розробниками планується підтримка для Android та IOS.
Являє собою об'єктно-орієнотовану альтернативу SDL.
Використовує апаратне прискорення OpenGL для створення 2D графіки. Використовує бібліотеку FreeType для відображення тексту та OpenAL для взаємодії зі звуком. Підтримує роботу з транспортними протоколами TCP/UDP і протоколами прикладного рівня HTTP та FTP.
Вихідний код поширюється згідно з умовами zlib/png ліцензії.

## Модулі
SFML на данний момент складається з 5 модулів:
- System — системний модуль, додає математичні структури та підтримку багатонитковості.
- Window — віконний модуль, забезпечує управління вікнами та взаємодію з програмою через клавіатуру, мишу та джойстик.
- Graphics — графічний модуль, забезпечує відображення графічних елементів та роботу з шейдерами GLSL.
- Audio — звуковий модуль, надає інтерфейс для обробки звуків та музики.
- Network— мережевий модуль, забезпечує управління мережевими функціями за допомогою сокетів.

## Hello World
Приклад програми, що малює зелене коло на екрані.
```
#include
 
<SFML/Graphics.hpp>

int
 
main
()

{

    
sf
::
RenderWindow
 
window
(
sf
::
VideoMode
(
200
,
 
200
),
 
"SFML works!"
);

    
sf
::
CircleShape
 
shape
(
100.f
);

    
shape
.
setFillColor
(
sf
::
Color
::
Green
);

    
while
 
(
window
.
isOpen
())

    
{

        
sf
::
Event
 
event
;

        
while
 
(
window
.
pollEvent
(
event
))

        
{

            
if
 
(
event
.
type
 
==
 
sf
::
Event
::
Closed
)

                
window
.
close
();

        
}

        
window
.
clear
();

        
window
.
draw
(
shape
);

        
window
.
display
();

    
}

    
return
 
0
;

}

```

## Мови
Перелік прив'язок SFML до інших мов з офіційного вебсайту.
| мова      | версія SFML |
| --------- | ----------- |
| Ada       | 2.4 / 2.5   |
| Beef      | 2.5         |
| C         | 2.5         |
| C#        | 2.5         |
| Crystal   | 2.3 - 2.6   |
| D         | 2.0 - 2.5   |
| Euphoria  | 2.4         |
| Go        | 2.5.1       |
| Haskell   | 2.3         |
| Java      | 2.2         |
| Julia     | 2.2         |
| Nim       | 2.3         |
| OCaml     | 2.5.1       |
| Pascal    | 2.4         |
| Plutonium | 2.5         |
| Nelua     | 2.5.1       |
| Python    | 2.3.2       |
| Ruby      | 2.3.2       |
| Rust      | 2.5.1       |
| Zig       | 2.5.1       |
| Node.js   | 2.5.1       |

## Версії
- 1.0 (Липень 2007 р.)
- 1.1 (18 Вересня 2007 р.)
- 1.2 (16 Січня 2008 р.)
- 1.3 (22 Червня 2008 р.)
- 1.4 (7 Січня 2009 р.)
- 1.5 (4 Червня 2009 р.)
- 1.6 (6 Квітня 2010 р.) : Bug-fix реліз, на даний момент команда працює над версією 2.0.